# أندري أويير

أندريه أويير

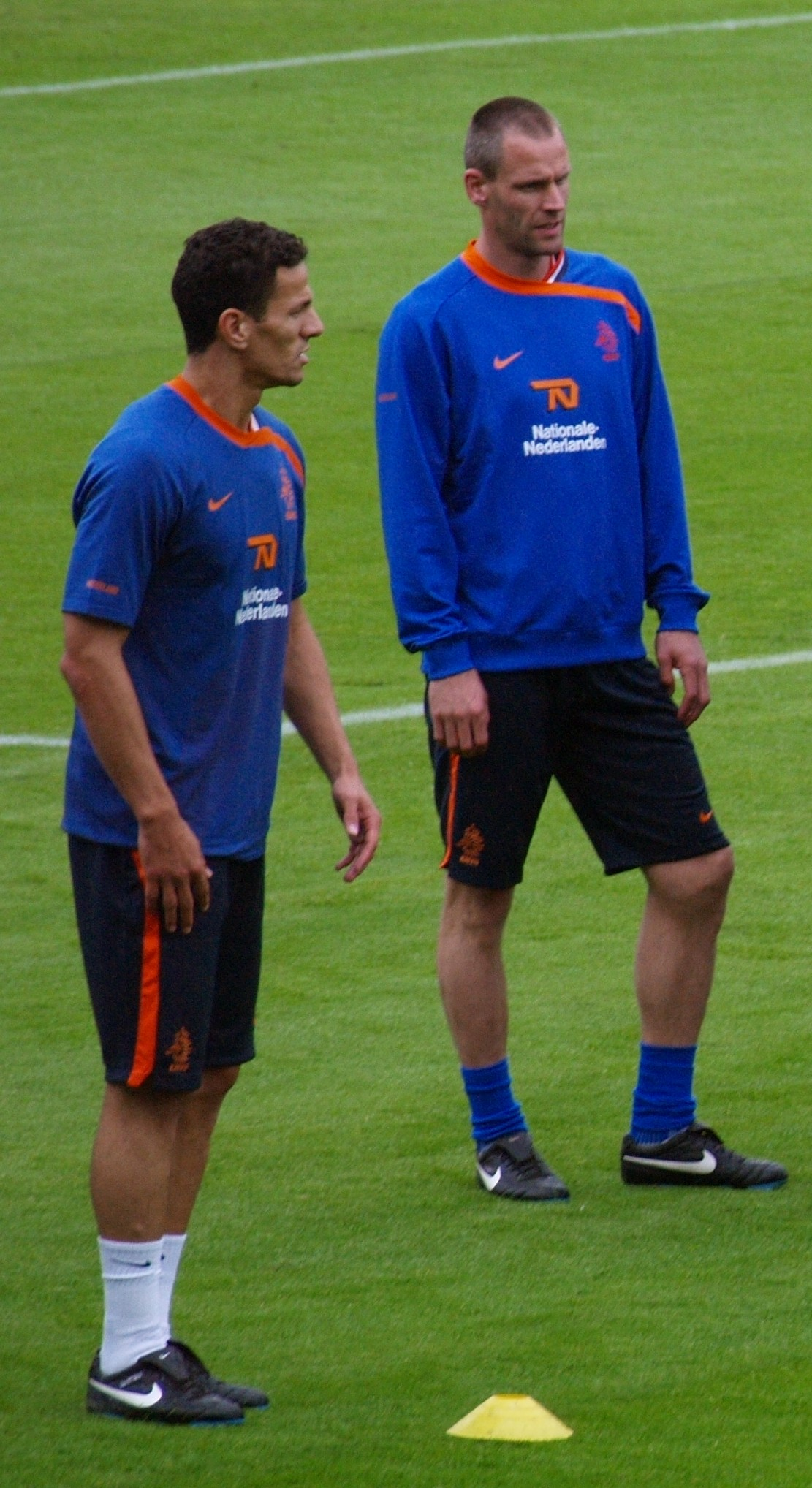
أندريه أويير مع خالد بولحروز خلال التدريب استعداداً ليورو 2008

أندريه أنطونيوس ماريا أويير (بالهولندية: André Antonius Maria Ooijer)، من مواليد 11 يوليو 1974 في أمستردام في هولندا، لاعب كرة قدم هولندي معتزل ومدرب كرة قدم حالي.
بدأ مسيرته الكروية مع نادي فولندام في موسم 1994/1995، وشارك معهم في 32 مباراة وسجل 4 أهداف، وفي عام 1995 انتقل إلى نادي رودا، ولعب معهم حتى عام 1997، وشارك معهم في 85 مباراة وسجل 12 هدف، وفي عام 1997 انتقل إلى نادي بي أس في إيندهوفن، ولعب معهم حتى عام 2006، وشارك معهم في 276 مباراة وسجل 29 هدف، ومنذ عام 2006 وهو يلعب مع نادي بلاكبيرن روفرز الإنجليزي.
و هو يلعب مع منتخب هولندا لكرة القدم منذ عام 1998.

## وصلات خارجية
- أندري أويير على موقع الاتحاد الدولي (مؤرشف)  (الإنجليزية)
- أندري أويير على موقع الاتحاد الأوربي (الإنجليزية)
- أندري أويير على موقع قاعدة بيانات كرة القدم.إي يو (الإنجليزية)
- أندري أويير على موقع ناشيونال فوتبول تيمز (الإنجليزية)
- أندري أويير على موقع Soccerbase.com (لاعب) (الإنجليزية)
- أندري أويير على موقع Soccerway.com (الإنجليزية)
- أندري أويير على موقع عالم كرة القدم.نت (الإنجليزية)